# Proagra fragilis
Proagra fragilis är en fjärilsart som beskrevs av W. Warren 1904. Proagra fragilis ingår i släktet Proagra och familjen mätare. Inga underarter finns listade i Catalogue of Life.